# Sergej Litvinov
Sergej Nikolajevitj Litvinov (ryska: Сергей Николаевич Литвинов), född 23 januari 1958 i Tsukerova Balka i Krasnodar kraj, död 19 februari 2018 i Sotji, var en sovjetisk friidrottare som tävlade i släggkastning.
Litvinov var en av världens bästa släggkastare genom alla tider. Två gånger blev Litvinov världsmästare i slägga. Dessutom vann han guld vid de olympiska spelen 1988 i Seoul. Litvinovs stora konkurrent var landsmannen Jurij Sedych som segrade vid OS 1980 framför Litvinov. 
Litvinov slog under sin karriär världsrekordet vid tre tillfällen. Som bäst noterade han 86,04 meter 1986.
Litvinov var (oktober 2008) trea genom alla tider  i släggkastning efter Sedych och Ivan Tichon (som tränades av Litvinov).